# Live at Tower Records
Live at Tower Records är en EP-skiva av den amerikanska pianorockaren Ben Folds, släppt den 7 juni 2005.
Skivan spelades in under ett liveframträdande i en skivaffär samma dag som Folds studioalbum Songs for Silverman släpptes i USA.
Skivan såldes bara i den aktuella skivaffären och på skivaffärskedjans webbplats.

## Låtlista
| Nr | Titel                                                   | Kompositör |
| -- | ------------------------------------------------------- | ---------- |
| 1. | Jesusland (Live at Tower Records, New York, NY 4/26/05) | Folds      |
| 2. | Bastard (Live at Tower Records, New York, NY 4/26/05)   | Folds      |
| 3. | Trusted (Live at Tower Records, New York, NY 4/26/05)   | Folds      |